# Hegyeshalom

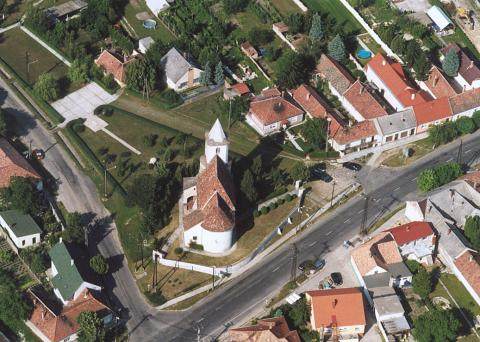
Kostel sv. Bartoloměje v Hegyeshalomu

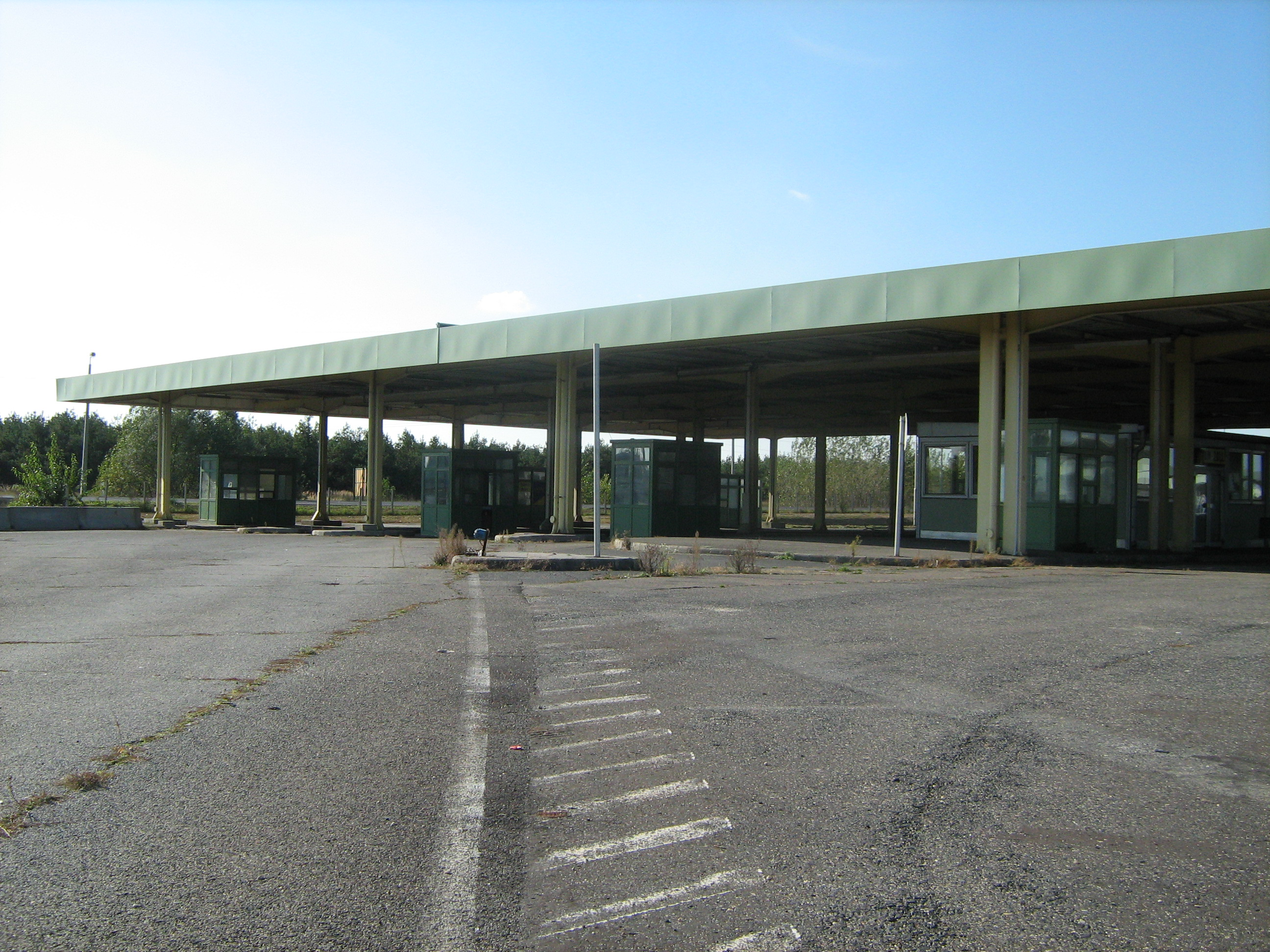
Opuštěná celnice při hranici s Rakouskem

Hegyeshalom (německy Straß-Sommerein) je městys na severozápadě Maďarska, administrativně spadající do Okresu Mosonmagyaróvár. Nachází se v blízkosti významných dopravních tahů, které spojují Bratislavu a Vídeň s Budapeští. Západně od města prochází maďarsko-rakouská hranice. V roce 2011 zde žilo 3489 obyvatel.

## Historie
Poprvé je Hegyeshalom připomínán v historických záznamech v roce 1217. Přesněji byl zmíněn místní kostel, zasvěcený Panně Marii. Obec osídlili Němci po skončení války s Turky, kteří přes Hegyeshalom a okolí několikrát táhli do Vídně.
Po ustanovení nových hranic Maďarska v letech 1918-1921 a podepsání Trianonské smlouvy se stal Hegyeshalom městysem pohraničním. V jeho blízkosti se tak usídlily jednotky pohraniční stráže, byla vybudována kasárna a díky dobrému železničnímu spojení se Hegyeshalom úspěšně rozvíjel. V polovině 30. let již počet obyvatel městyse dosáhl tří tisíc.
V závěru války, dne 8. března 1945 bombardovalo městys americké letectvo, které tímto chtělo pomoci v oslabení nacistických pozic na postupující Východní frontě. Po skončení konfliktu bylo místní německé obyvatelstvo odsunuto.
Západně od městyse Hegyeshalom byl v roce 1989 slavnostně přestřižen plot železné opony. Přes blízký hraniční přechod Hegyeshalom-Nickelsdorf pak ještě téhož roku přešlo několik tisíc uprchlíků z Východního Německa. V roce 2015 překonávají v blízkosti Hegyeshalomu hranici naopak uprchlíci ze zemí Blízkého východu a Afriky.

## Doprava
Od roku 1863 má Hegyeshalom železniční spojení, v 90. letech 20. století byla v blízkosti městyse otevřena i dálnice M1 a dálnice M15 (1996). V současné době má Hegyeshalom železniční spojení do čtyř směrů (na západ do Vídně, na sever do Bratislavy, na východ do Budapešti a na jih do Csorny).